# Увіс Калниньш
Увіс Калниньш (24 жовтня 1993) — латвійський плавець.
Учасник Олімпійських Ігор 2012, 2016 років.